# (6444) 1989 WW
(6444) 1989 WW este un asteroid care intersectează orbita planetei Marte.

## Descriere
(6444) 1989 WW este un asteroid care intersectează orbita planetei Marte. Asteroidul prezintă o orbită caracterizată de o semiaxă mare de 2,23 ua, o excentricitate de 0,31 și o înclinație de 6,1° în raport cu ecliptica.